# ريتشارد جيفرسون (لاعب كريكت)
ريتشارد جيفرسون (15 أغسطس 1941 - ) (بالإنجليزية: Richard Jefferson)‏ هو لاعب كريكت بريطاني.

## وصلات خارجية
- ريتشارد جيفرسون على موقع إي آس بي آن كريك إنفو (الإنجليزية)